# Sanremo (Mariposa)
Sanremo è un brano dei Mariposa pubblicato nel 2010. Il testo è composto da Alessandro Fiori, le musiche dai Mariposa.

## Tracce
1. Sanremo – 5:07

## Formazione
- Gianluca Giusti - wurlitzer, sintetizzatore
- Michele Orvieti - tastiere, orvietronics
- Enrico Gabrielli - sintetizzatore, fiati, fisarmonica giocattolo
- Rocco Marchi - chitarra elettrica, basso elettrico, moog
- Enzo Cimino - batteria
- Valerio Canè - basso elettrico, voce, armonica a bocca, theremin
- Alessandro Fiori - voce, chitarra elettrica, violino